# Эмон, Рено
Рено́ Эмо́н (фр. Renaud Emond; род. 5 декабря 1991 года в Арлоне, Бельгия) — бельгийский футболист, нападающий.

## Клубная карьера
Эмон начал карьеру в клубе третьего бельгийского дивизиона «Виртон». За четыре сезона в команде Рено забил 44 мяча. После столь продуктивной игры Эмон заинтересовал некоторые команды второго и высшего дивизиона. Летом 2013 года он перешёл в «Васланд-Беверен». 24 августа в матче против «Льерса» Рено дебютировал в Жюпиле лиге. 31 октября в поединке против льежского «Стандарда» он забил свой первый гол за новую команду.
Летом 2015 года Эмон перешёл в льежский «Стандард». 13 сентября в матче против «Локерена» он дебютировал за новую команду. 26 сентября в поединке против «Ауд-Хеверле Лёвен» Рено забил свой первый гол за «Стандард».
В июне 2025 года в возрасте 33 лет Эмон объявил о завершении карьеры футболиста. Причиной стали боли в колене, которые он испытывал больше года.